# Cheilosia drenowskii
Cheilosia drenowskii är en tvåvingeart som först beskrevs av Szilady 1936.  Cheilosia drenowskii ingår i släktet örtblomflugor, och familjen blomflugor.
Artens utbredningsområde är Bulgarien. Inga underarter finns listade i Catalogue of Life.